# Universidad San Ignacio de Loyola
La Universidad San Ignacio de Loyola (USIL) es una universidad privada ubicada en la ciudad de Lima, Perú. Fue fundada el 7 de diciembre de 1995 por el economista, empresario y político peruano Raúl Diez Canseco Terry. En la actualidad, la universidad cuenta con 35 carreras universitarias en sus ocho facultades de pregrado regular.

## Historia
La Universidad San Ignacio de Loyola forma parte del consorcio educativo del mismo nombre.
Los orígenes de la Universidad San Ignacio de Loyola se remontan al año 1968 cuando se funda la academia preuniversitaria San Ignacio de Loyola por parte de Raúl Diez Canseco Terry, cuyas clases se desarrollaron inicialmente en una sala parroquial del convento de Fátima en Miraflores, prestado por el reverendo José Antonio Eguilior, de la orden religiosa jesuita.
El nombre de la universidad se debe según palabras del fundador: “Lleva el nombre del fundador de la congregación jesuita, San Ignacio de Loyola, en gratitud por el apoyo, espiritual y material, que en todo momento me brindaron los sacerdotes jesuitas. Además, porque estudié la primaria en el Colegio de La Inmaculada”
La universidad San Ignacio de Loyola fue fundada en 1995, por Raúl Diez Canseco Terry, luego de que la CONAFU (Consejo Nacional para la Autorización de Funcionamiento de Universidades) aprobara su creación, siendo esta, apoyada por la aprobación de la Ley N°882: Ley de Promoción de la Inversión en la Educación, de entonces iniciativa del Ministro de Educación Domingo Palermo. 
La universidad inicio sus actividades en el año 1996, junto a la Escuela de Postgrado.
En 2011 la organización fundó el Instituto de Emprendedores USIL, cuyas sedes están en Lima Norte y Magdalena.
En 2014 la universidad inaugura sedes universitarias en Asunción, Paraguay y en 2016 en Miami, Estados Unidos.
En octubre de 2017 la universidad recibió la condición de "universidad licenciada" luego de recibir la licencia de funcionamiento institucional otorgado por la SUNEDU con el cual se busca que las universidades cumplan con las Condiciones Básicas de Calidad para poder brindar el servicio educativo en el Perú.
Actualmente, la USIL cuenta con cinco campus en Lima Metropolitana: dos en La Molina, uno en Pachacámac, uno en Magdalena y uno en Independencia. Además, cuenta con una sede auxiliar en Huachipa y sedes universitarias en Estados Unidos y Paraguay.

## Organización
| Nombre                    | Período       |
| ------------------------- | ------------- |
| Carlos Boloña             | 1995 - 2000   |
| Jorge Talavera Traverso   | 2001 - 2006   |
| Lourdes Flores Nano       | 2006 - 2009   |
| Edward Roekaert Embrechts | 2009 - 2014   |
| Ramiro Salas Bravo        | 2014-2020     |
| Martín Santiváñez Vivanco | 2020-presente |

Son autoridades de la Universidad:
- Directorio:  Es el órgano encargado de la administración y representación de la Universidad.

- Comité Consultivo Universitario: Es el órgano encargado de realizar propuestas no vinculantes al Rector y/o al Directorio, para la designación o nombramiento de autoridades académicas y/o para implementar medidas de mejora en la Universidad. Está integrado por los miembros que se determinen por el Rector, incluyendo además la participación de docentes, estudiantes y graduados de la Universidad.

- Rector: Es supervisor general de la gestión institucional y dirige la vida académica de la Universidad, también es personero y representante legal de la Universidad.

- Vicerrectores: Son los encargados de dirigir las actividades académicas, de investigación o administrativas de la universidad que sean de su competencia. La Universidad tiene las siguientes unidades académicas : 
  - Vicerrectorado Académico.
  - Vicerrectorado de Investigación.
  - Viccerrectorado Internacional.
  - Vicerrectorado de Posgrado.

- Secretaría General: Es un órgano de asesoría y apoyo del Rectorado. El Secretario General es el encargado del registro y archivo central de la Universidad. Es fedatario de la Universidad y, con su firma, certifica los documentos oficiales que ésta emite.

Colaboradores:
- Trabajadores y Prestadores de Servicio: Para agosto de 2019, la universidad contaba con 3061 trabajadores activos y 109 prestadores de servicio.[9]

## Facultades y carreras

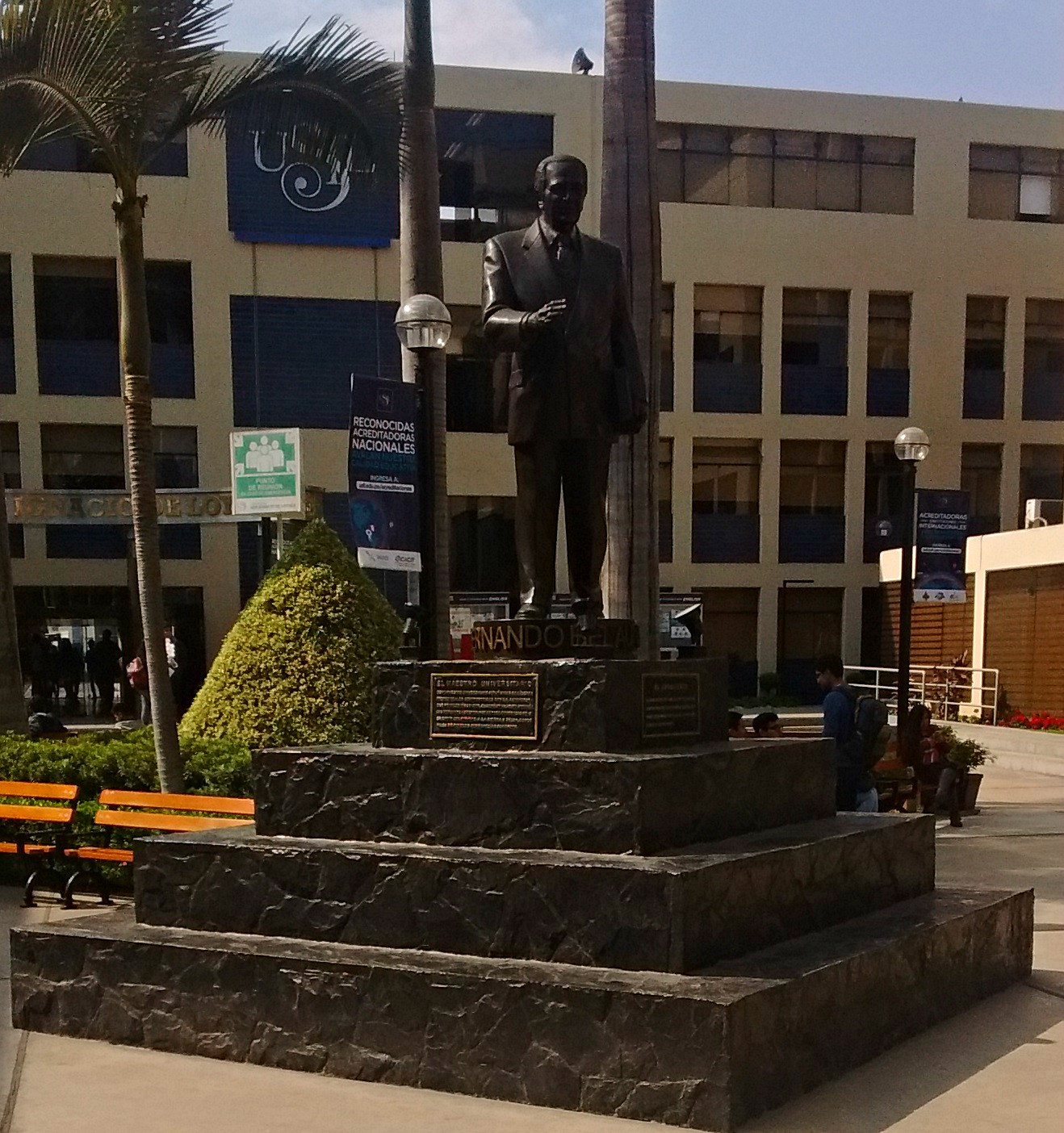
Estatua del arquitecto Fernando Belaúnde Terry en el campus del mismo nombre

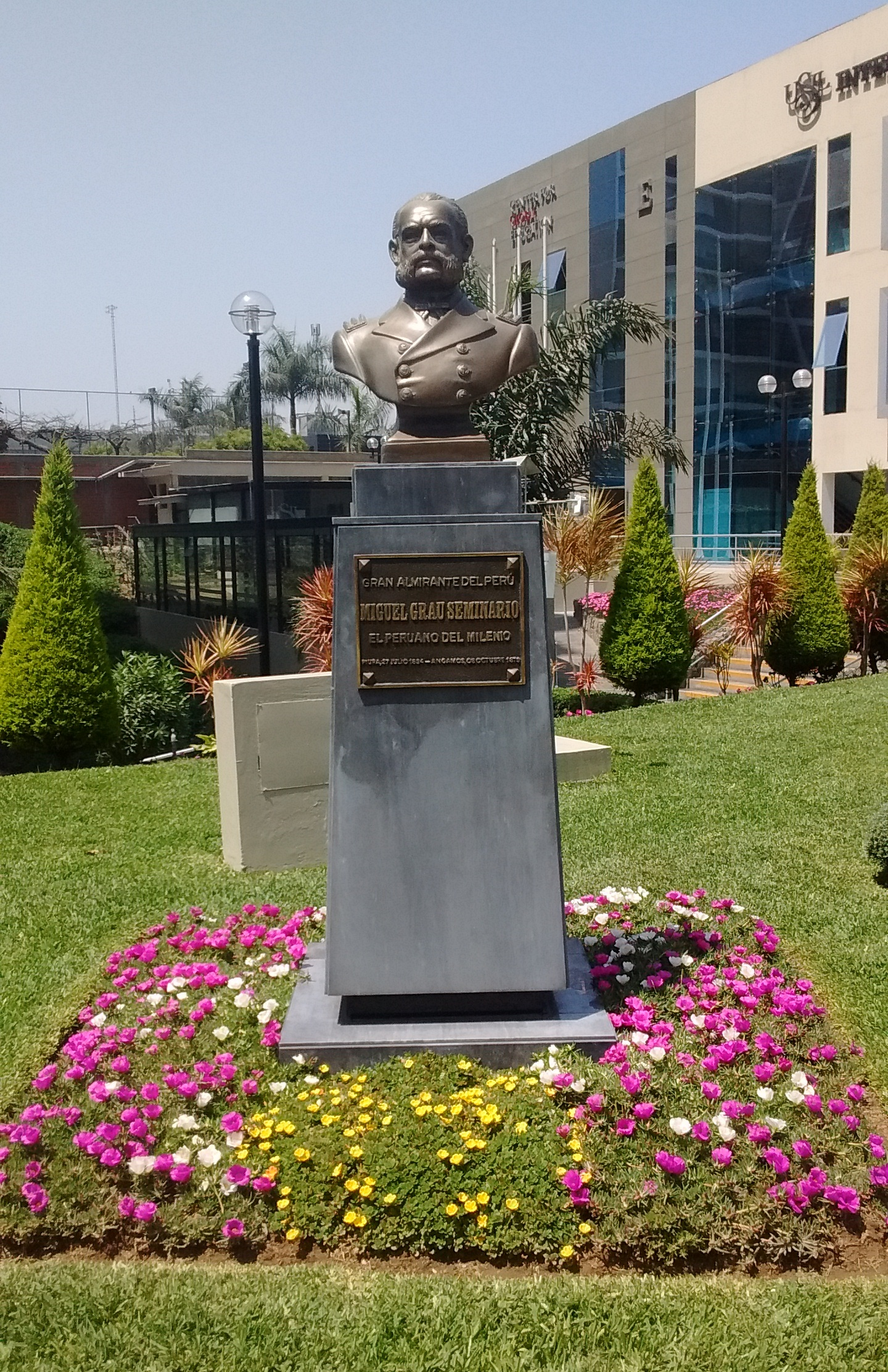
Busto del almirante Miguel Grau en el campus del mismo nombre

En la actualidad, la USIL cuenta con 35 carreras universitarias distribuidas en ocho facultades.
| Facultad | Carrera(s) |
| --- | --- |
| Facultad de Ciencias de la Salud | - Administración de la Salud - Nutrición y Dietética - Medicina Humana - Ciencias de la Actividad Física y del Deporte - Psicología |
| Facultad de Ciencias Empresariales | - Administración - Administración y Emprendimiento - Economía - Economía y Finanzas - Economía y Negocios Internacionales - Gestión Ambiental Empresarial - International Business - Marketing                                                                                                   |
| Facultad de Derecho | - Derecho - Relaciones Internacionales |
| Facultad de Administración Hotelera, Turismo y Gastronomía | - Administración en Turismo - Administración Hotelera - Arte Culinario - Gastronomía y Gestión de Restaurantes |
| Facultad de Educación | - Educación Inicial - Educación Secundaria con Especialidad en Inglés - Educación Inicial Intercultural Bilingüe - Educación Primaria Intercultural Bilingüe |
| Facultad de Humanidades | - Arte y Diseño Empresarial - Comunicaciones - Música |
| Facultad de Ingeniería | - Ingeniería Agroindustrial y de Agronegocios - Ingeniería Industrial y Comercial - Ingeniería Informática y de Sistemas - Ingeniería Civil - Ingeniería Empresarial - Ingeniería en Industrias Alimentarias - Ingeniería Logística y de Transporte - Ingeniería Ambiental - Ingeniería Mecánica |
| Facultad de Arquitectura, Urbanismo y Territorio | - Arquitectura, Urbanismo y Territorio |
| Maestrías | |
| - Administración de Negocios - Executive MBA - Ciencias Empresariales - Derecho - Dirección de Marketing y Gestión Comercial - Diseño Gráfico - Educación - Gestión de Negocios de Nutrición - Gestión Pública | |

## Sedes e infraestructura
- Campus Fernando Belaunde Terry: Es el campus principal de la universidad, cuya extensión es de 11,100 m² y se encuentra ubicado en el distrito de La Molina. En este campus también se encuentra la escuela de chefs USIL y el restaurante escuela Don Ignacio.

- Campus Gran Almirante Miguel Grau: Es el segundo campus de la Universidad, con una extensión de 18,600 m², también ubicado en distrito de La Molina y a aprox. 0.2 km del primero. Aquí se encuentra la Escuela de Postgrado, Carreras Universitarias para Personas con Experiencia Laboral - CPEL, Junior Achievement Perú y la Asociación Pro Bienestar y Desarrollo - PROBIDE.

- Campus Pachacámac: El campus de Pachacámac tiene una extensión de 67,100 m²; cuenta con laboratorios para las clases prácticas e investigaciones de la facultad de Ingeniería, espacios destinados al deporte y la recreación, así como una planta agroindustrial dividida de la siguiente forma: Sala de proceso de frutas y hortalizas, Zona de autoclaves, Sala de procesos de lácteos y el Almacén de productos y envases.

- Sede Lima Norte: Ubicada en el Cono Norte de Lima en Independencia, posee una extensión de 3,600 m². Así mismo, se encuentra en un área controvertida entre San Martín de Porres e Independencia.[11] En esta sede se encuentra Carreras Universitarias para Personas con Experiencia Laboral – CPEL y un centro de convenciones. También sirve como sede para el Instituto de Emprendedores USIL.

- Sede Magdalena: Ubicada en el distrito de Magdalena, posee un área de 1,500 m². Esta destinado principalmente para el Instituto de Emprendedores USIL.

- Sede Auxiliar Huachipa: Constituye un centro de esparcimiento al aire libre de la universidad, con unos 25,000 m² en Huachipa. En este lugar se organizan campeonatos deportivos, eventos y festivales destinados a la recreación tanto del alumnado como del personal docente. Está mayormente se utiliza para las actividades del Colegio San Ignacio de Recalde (clases)

## Investigación
- Instituto de Ciencias de los Alimentos y Nutrición
- Centro de Investigación en Química de los Alimentos (CIQA)
- Centro de Investigación en Microbiología de los Alimentos (CIMA)
- Centro de Investigación de Inmunología Celular y Molecular (CIICM)

## Rankings académicos
En los últimos años, se ha generalizado el uso de rankings universitarios internacionales para evaluar el desempeño de las universidades a nivel nacional y mundial; siendo estos rankings clasificaciones académicas que ubican a las instituciones de acuerdo a una metodología científica de tipo bibliométrica que incluye criterios objetivos medibles y reproducibles, tomando en cuenta por ejemplo: la reputación académica, la reputación de empleabilidad para los egresantes, la citas de investigación a sus repositorios y su impacto en la web. Del total de 92 universidades licenciadas en el Perú, la Universidad San Ignacio de Loyola se ha ubicado regularmente dentro de los veinte primeros lugares a nivel nacional en determinados rankings universitarios internacionales.